# 지쿠
아르투르 안투니스 코임브라(포르투갈어: Arthur Antunes Coimbra, 1953년 3월 3일 ~ )는 약칭 지쿠라고 알려진 브라질의 전설적인 축구 선수로, 하얀 펠레라는 별명으로 그에 가장 근접하였다는 평가를 받은 대선수이다. 미셀 플라티니, 디에고 마라도나와 함께 1970~1980년대 세계 축구를 대표했다. 역사상 최고의 플레이메이커이자 프리키커 중 하나로, 직접 프리킥으로 101골을 득점하였다. 펠레, 가린샤와 함께 브라질 국민들에게 가장 사랑받는 선수로 알려져 있다. 현재 일본 가시마 앤틀러스의 기술고문이다.

## 클럽 경력
플라멩구에서 클럽 경력의 대부분을 보냈다.

## 국가대표팀 경력
지쿠는 3번의 FIFA 월드컵(1978년, 1982년, 1986년)에 연속 출장하였고 국가대표로 72경기에 출전하여 52득점을 기록하였다.
1982년 FIFA 월드컵 당시 텔레 산타나가 이끌던 브라질 축구 국가대표팀에서 소크라치스, 파우캉, 세레주와 함께 '황금 사중주(四重奏)'라고 불릴 정도로 막강한 공격력을 갖춘 미드필더 라인을 구축하였다. 그러나 비기기만 해도 4강에 올라갈 수 있었던 이탈리아와의 2차 리그 2번째 경기에서 파올로 로시에게 해트트릭을 허용하며 2-3으로 패해 탈락하고 말았다. 부상 중인 상태에서 교체 멤버로 출전했었던 1986년 FIFA 월드컵에서도 강력한 우승 후보였으나 황금 사중주 멤버 중 소크라치스를 제외하곤 부상으로 못 나오는 상황에서 지쿠는 간간이 교체 멤버로 출장하여 특유의 패스워크로 도움을 주었으나, 8강전에서 만난 프랑스와의 경기에서 좋은 활약을 보였다.

## 지도자 경력
1998년 FIFA 월드컵에서는 브라질 국가대표팀의 조감독으로 활약했다.
2002년 7월 트루시에의 후임으로 일본 축구 국가대표팀의 감독을 맡았다. 2004년 AFC 아시안컵에서 우승을 차지하였으며, 2003년, 2005년 FIFA 컨페더레이션스컵에 참가했다. 2006년 FIFA 월드컵에서 일본을 본선에 진출시켰다. 그러나 본선에서는 크로아티아를 상대로 비기고 오스트레일리아와 브라질에 패해 1무 2패의 저조한 성적을 거두면서 조 최하위에 그쳤다. 특히 히딩크 감독이 맡은 오스트레일리아와의 조별 리그 첫 경기에서 선제 골을 넣고도 소극적인 경기 운영 끝에 후반 39분부터 연속으로 3실점하여 1-3으로 역전패하면서 많은 비난을 받았다. 일본은 브라질과의 경기에서도 전반 33분 선제골을 기록하고도 내리 4골을 내줘 패했다. 2006년 FIFA 월드컵을 마감한 후, 일본 축구 국가대표팀 지휘봉을 보스니아 헤르체고비나 출신의 이비차 오심 감독에게 넘겼다.
이후 터키 쉬페르 리그 팀 페네르바체의 감독을 맡으며 팀을 2007-08 시즌 UEFA 챔피언스리그 8강에 올려 놓았고, 우즈벡 리그의 FC 부뇨드코르, 러시아 프리미어리그의 PFC CSKA 모스크바 감독을 거쳐 슈퍼리그 그리스의 올림피아코스 FC의 감독을 맡았다.
2011년 이라크 축구 국가대표팀의 감독에 선임되었다가, 임금 체불 문제로 이듬해 전격 사퇴했다.

## 행정가 경력
- 1996년에서 2002년까지 가시마 앤틀러스의 디렉터로 활동했다.
- 2010년 5월 30일, 25년만에 플라멩구의 디렉터로 4년 계약을 체결했으나 5개월 만에 보드진과 마찰로 사임하였다.
- 2015년, 제프 블라터의 부정으로 공석이 된 FIFA 회장직에 나섰으나 낙선했다.
- 2018년부터 가시마 앤틀러스의 기술고문으로 재직 중이다.

## 개인
- 지쿠의 조부모는 포르투갈계이다. 부친이 10세일 때 브라질로 이민하였다.
- 6남매의 막내이다. (마리아, 안투네스, 난두, 에두, 안토니우)
- 1969년 산드라 카르발류 데 소사와 만나 1975년 결혼하였다. 3명의 아들이 있다. (아르투르 주니어, 브루누, 티아구)

## 수상

### 선수

#### 플라멩구
- 캄페오나토 카리오카 : 1972, 1974, 1978, 1979, 1981, 1986
- 캄페오나토 브라실레이루 세리 A : 1980, 1982, 1983
- 코파 리베르타도레스 : 1981
- 인터컨티넨탈컵 : 1981
- 코파 우니앙 : 1987

#### 브라질
- FIFA 월드컵 3위 : 1978
- 코파 아메리카 3위 : 1979
- 남미 프레-올림픽 토너먼트 : 1971

### 감독

#### 페네르바흐체
- 수페르 리그 : 2006-07
- 터키 슈퍼컵 : 2007

#### 부요드코르
- 우즈벡 리그 : 2008
- 우즈벡 컵 : 2008

#### CSKA 모스크바
- 러시아 컵 : 2008-09
- 러시아 슈퍼컵 : 2009

#### 일본 축구 국가대표팀
- AFC 아시안 컵 : 2004

### 개인
- 볼라 지 오우루 : 1974, 1982
- 볼라 지 프라타 : 1974, 1975, 1977, 1982, 1987
- 남아메리카 올해의 선수 : 1977, 1981, 1982
- 코파 리베르타도레스 대회 MVP : 1981
- 코파 리베르타도레스 득점왕 : 1981
- 캄페오나투 브라실레이루 세리 A 득점왕 : 1980, 1982
- 캄페오나투 카리오카 득점왕 : 1975, 1977, 1978, 1979, 1982
- 브라질 선수 한 해 최다 득점자 : 1976, 1977, 1979, 1980, 1982
- 월드사커 올해의 선수 : 1983
- 세리에 A 올해의 선수 : 1984
- 구에린 스포르티보 올해의 선수 : 1981
- 구에린 스포르티보 올해의 팀 : 1980, 1981, 1983
- 인터컨티넨탈컵 MoM : 1981
- 비치 사커 월드컵 득점왕 : 1995
- 비치 사커 월드컵 대회 MVP : 1995
- FIFA 월드컵 브론즈부트 : 1982
- FIFA 월드컵 올스타팀 : 1982
- FIFA 공로상 : 1996
- FIFA XI : 1979, 1982
- Chevron 어워드 : 1984
- 골든풋 : 2006
- IFFHS 레전드

#### 선정
- FIFA 20세기 최고의 선수 7위
- 프랑스풋볼 20세기 최고의 선수 9위
- 플라카르 20세기 최고의 선수 16위
- 월드사커 20세기 최고의 선수 18위
- IFFHS 20세기 최고의 선수 14위
- 브라질 축구 박물관 명예의 전당
- FIFA 100

#### 기록
- 플라멩구 역대 최다 득점자 : 508골
- 마라카냥 경기장 역대 최다 득점자 : 333골
- 플라멩구 단일 시즌 최다 득점자 : 81골 (1979)